# Tina Kandelaki
Tina Kandelaki (en rus: Тина Канделаки; en georgià: თინათინ კანდელაკი; Tbilisi, 10 de novembre 1975) és una periodista, presentadora de televisió i productora russogeorgiana. També és co-propietària de la companyia Apostol.
Es va fer conèixer internacionalment quan va afegir el seu testimoniatge a les acusacions d'assetjament sexual que afecten la cantant estatunidenca Katy Perry el 17 d'agost del 2019.